# デジモンテイマーズ
『デジモンテイマーズ』（DIGIMON TAMERS）は、2001年4月1日から2002年3月31日まで、フジテレビ系列で放送されたテレビアニメ。デジモンシリーズのテレビシリーズ第3作。通称「テイマ」「デジテイ」「テイマーズ」。

## 概要
いわゆる「デジモン四部作」の3作品目である。放送年と同じ2001年の東京・西新宿を舞台にした本作品は、初代作『デジモンアドベンチャー』（無印）・その純粋な続編であった『02』と違い、登場人物や世界を一新し、シリーズ構成に小中千昭を迎え、デジモンや仲間との関わりの中で「自分らしさ」を見つけながら成長し、共に生き抜くという子供たちの成長を描いた物語となっている。ホビーとしてのデジモンが唯一描かれている作品でもある。
デジモンを殺さないことを徹底した前作とは違い、本作品では倒したデジモンのデータを吸収するなど、デジモンの戦闘種族・野生生物としての側面を強く描いている。また、本作品独自の敵デ・リーパーが登場する。前2作までにあった「光と闇の対立」や「ウィルス種＝悪役」という側面は薄く、メインキャラクターである3体のデジモンはそれぞれ異なる種族（ウィルス・ワクチン・データ）となっている。
前作のアドベンチャーシリーズにおける「パートナーデジモンが戦っている間、子供たちはただ見ているだけ」という、モンスターを使役する作品に付き物であるスタンスへの疑問に対し、子供たちに「テイマー」という役割を与えることで一つの解決策を提示している。テイマーは、デジヴァイスにカード通す「カードスラッシュ」を行うことで「デジモンを強化」「能力を付与」「戦闘に指針を与える」ことができ、これによって子供たちもデジモンとともに戦闘に参加できるようになった。デジモンの解説形式は前作までのナレーターによるものから子供たち自身がデジヴァイスを通じてデータを逐次確認し、解説する形式になっている。
完全体にまで進化すると、戦闘が極度に緊迫したものとなった際、パートナーデジモンがダメージを被るとそれがテイマーに反映され、テイマーが強い精神力を発揮すると、それに同調するかのようにパートナーの力が底上げされる。また、究極体への進化には、テイマーとパートナーデジモンが融合するという要素が追加される。
なお、小中千昭によれば「デジモンテイマーズ」の初期のストーリーは小中千昭・小中和哉が大映の「ガメラ 大怪獣空中決戦」に伊藤和典らが携わる以前に作成した脚本がベースとなっており、この脚本が後に東映の「デジモンテイマーズ」や角川の「小さき勇者たち〜ガメラ〜」に応用された。

## 世界
この作品ではデジモンは1980年代の人工生命研究の延長上にあるオープンソースプロジェクトとして誕生したことになっており、小中千昭のウェブページには詳細な年表が掲載されている。『SFJapan』vol.05（2002年夏号）に掲載された小中の設定によれば、本作品の時代設定・舞台設定は2001年の西新宿周辺（東京都新宿区）である。

## ストーリー
ふとしたきっかけで自分が描いたデジモンが実体化してしまい憧れであった本物のテイマーになってしまったタカト。他のテイマーやデジモンを消滅させようとする謎の組織と時に協力し、時に敵対するうちに現実世界とデジタルワールド双方を巻き込む戦乱に巻き込まれていく。

## 登場キャラクター
各デジモンの詳細はデジモン一覧および各デジモンの個別記事を参照のこと。名前の横にある読みは、エンディングクレジットにあるテイマーの下の名前の表記に倣い、カタカナで表記される。

### 子供たちとパートナーデジモン
劇中の中盤（デジタルワールドに赴く直前）から自分たちを「デジモンテイマーズ」と呼ぶようになる。
松田 啓人（マツダ タカト）
声 - 津村まこと
本作品の主人公。淀橋小学校5年生の少年。『セイバーズ』の大門大以前の主人公では唯一の一人っ子で、両親は自営業でもある。従来のシリーズの主人公に見られた「熱血」さは持たない、やや気弱で泣き虫な性格。一方で穏やかな優しさを持った男の子。実家は西新宿で「まつだベーカリー」というパン屋を営んでおり、よく手伝いをさせられているためパンの焼き方なども心得ている。なお、当初はゴーグルを装着していなかったが、テイマーとなってからは常時身に付けるようになる。神奈川県逗子市におじ・おばの家がある。
デジモンが大好きで自分の考えたデジモンとして、ギルモンを落書きのようにデザインし、必殺技など詳細なイメージを膨らませていく。そして後述のデジノームによって、それは現実のものとなった。ただ、誕生したてのギルモンはほとんど赤ん坊のような状態であったため、育成や住処の確保など大いに手を焼かされることになる。
序盤は前述のような性格から頼りない態度が目立ったが、多くのデジモンとの出会いや幾多の戦いを経て一人の人間として、またテイマーとして、自らが生み出したギルモンと共に、彼自身も大きく成長していく。
赤色のデジヴァイス（アーク）を所有していたが、物語中盤、激しい負の感情からギルモンをメギドラモンへと暗黒進化に導いた際に粉々に砕け散った。その後、真の究極体であるデュークモンへの進化を遂げた際、新たに金色のデジヴァイスを手にしている。
同じクラスのヒロカズ、ケンタとはよくデジモンのカードゲームで遊ぶなど、特に仲の良い友人関係。同じくクラスメートのジュリには密かに好意を寄せており、終盤にかけてはデ・リーパーによる侵略阻止はもちろんのこと、彼女の救出を重大な目的として奮闘することになる。
『デジモンクロスウォーズ～時を駆ける少年ハンターたち～』における詳細はデジモンクロスウォーズの登場人物・世界#過去作品からの登場人物を参照。
各国の日本国外名
英語：タカト・マツキ（Takato Matsuki）
朝鮮語：オ・ユミン（ハングル：오유민）
ギルモン
声 - 野沢雅子（ナレーターも担当）
タカトのパートナー。詳しくはギルモン#デジモンテイマーズを参照のこと。必殺技は「ファイアーボール」。
- ジャリモン [本編未登場]
- ギギモン [51]
- ギルモン [1–19、21–25、27–32、35–51、劇場版1作目、2作目]
- グラウモン [8–10、14–16、18–20、22、29、34、37、43、44、劇場版1作目、2作目]
- メガログラウモン [14、20、22、23、34、37、43–45、劇場版1作目]
- メギドラモン [34、35]
- デュークモン [35、36、38、45、47–50、劇場版2作目]
- デュークモン クリムゾンモード [50、51、劇場版2作目]

各国の日本国外名
英語：ギルモン（Guilmon）
朝鮮語：ギルモン（ハングル：길몬）

李 健良（リー ジェンリャ）
声 - 山口眞弓
本作品の準主人公。父親が香港出身の中国大陸人で、母親が日本人というハーフの少年。漢字読みは広東語であり（李の広東語読みはレイである）、北京語ではリージェンリャン（Li Jianliang）となる。家族構成は前述の両親に兄と姉が一人、妹に小春がいる。
タカトの同級生で同じ学校に通っており、ギルモンが学校に侵入した事件をきっかけに知り合い、以降は良き友人となる。愛称は「ジェン」。タカトからはしばらくの間「李君」と呼ばれていたが、親交が深まったことで物語中盤からはそう呼ばれるようになる。所有するデジヴァイスの色は緑。
性格は歳の割に非常に冷静沈着。気弱なタカトと並ぶと一層大人びて見え、彼の良き相談相手となることもしばしば。欠点を挙げると、何事も一人で抱え込んでしまい、物事に深く囚われると周囲のことを見落しがちで、ほんの些細なことで苛立ってしまうといったところ。しかし、タカトたちとの関わり合いの中で、友達、仲間の大事さ（一人で抱え込む必要などないこと）に気づいていく。
当初はテリアモンとの出会いのきっかけを原因としてか戦うことを忌避していたが、パートナーデジモンや仲間たちと協力した上で、テイマーにしか出来ないことがあるということを学んでいった。
コンピューター関連の知識に長け、中国拳法を得意とする。その拳法の腕前は、よほど人間の手に負えない力を持つデジモンが相手でない限り、単身でなぎ倒してしまえるほど。
声優を担当している山口は、過去作のレギュラーであるガブモンを演じていた。そういった経緯から「デジヴァイス」という単語のイントネーションが分からなかった新規のスタッフにアドバイスをしていたという逸話がある。
各国の日本国外名
英語：ヘンリー・ウォング（Henry Wong）
朝鮮語：グァッ・ソリョン（ハングル：곽소룡）
テリアモン
声 - 多田葵
ジェンのパートナー。詳しくはテリアモン#デジモンテイマーズを参照のこと。必殺技は「プチツイスター」。
- ゼリモン [本編未登場]
- グミモン [51]
- テリアモン [1–19、21–25、27–51、劇場版1作目、2作目]
- ガルゴモン [3、4、10、11、14、18、22、23、27、29、34、37、43–45、劇場版1作目]
- ラピッドモン [17、22、34、35、37、43、44、劇場版1作目]
- セントガルゴモン [37、45、46、48–51、劇場版2作目]

各国の日本国外名
英語：テリアモン（Terriermon）
朝鮮語：テリオモン（ハングル：테리어몬）

牧野 留姫（マキノ ルキ）
声 - 折笠富美子
本作品のヒロイン。タカトたちの隣町の学校「神楽坂女学院初等部」に通っている、クールな性格の少女。両親は離婚しており、母方の祖母の家で母と祖母と3人で暮らしている。母親は有名なファッションモデル。自由奔放な態度をとる少女趣味な母とは気が合わない様子だが、決して嫌っているわけではない。離れて暮らす父のことは今でも慕っている。
年長者も真っ青のカードバトルの実力から「デジモンクイーン」と呼ばれ畏怖されている。そういった扱われ方には自尊心を持つどころか、逆に徐々に退屈さを抱くようになる。そうした中で彼女のテイマーとしての潜在能力に目を付けた、ゲームとは別物の実際のデジモンたちと遭遇。レナモンとはそういった境遇から出会った。
男勝りな気の強い性格で、どうやら女の子扱いされるのが嫌いな様子（「ちゃん」付けされるのを毛嫌いしている。タカトは第7話で自分から会いに行った際にちゃん付けで呼んだが、その際に「今度ちゃん付けで呼んだら蹴り飛ばす」と怒られ、その後は呼び捨てになっている）。当初はデジモンを戦いの道具としか見なしておらず、勝利のみに拘っており（また、テイマーとはそうあるべきだと思っていた）、レナモンの実力向上のためだけに、リアルワールドにリアライズして来た多くのデジモンたちを命の概念などお構いなしに次々と始末していった。この点はアイスデビモンとの一件で大きく指摘されるのだが、またそれがレナモンとの信頼関係、彼女自身のデジモンに対する接し方の転機ともなった。
人付き合いに関してはドライな面が目立っていたが、仲間との関わり合いの中でその心は少しずつほぐれていき、物語が進むにつれ、タカトやジェンにぶっきらぼうながらも気を利かせたり、ジュリや小春に優しい心配りを見せるなど精神面の大きな成長が見られる。
青色のデジヴァイスを所有。和食が好みで、好物は砂肝の唐揚げ。
登場時から胸に割れた青いハートマークが描かれたTシャツを着ていたが、42話でハートの割れていないものを母親の留美子から渡され（この時留美子も色違いのハート入りのTシャツを着ていた）、これに着替えている。
『デジモンクロスウォーズ～時を駆ける少年ハンターたち～』における詳細はデジモンクロスウォーズの登場人物・世界#過去作品からの登場人物を参照。
各国の日本国外名
英語：リカ・ノナカ（Rika Nonaka）
朝鮮語：ウン・セナ（ハングル：은세나）
レナモン
声 - 今井由香
ルキのパートナー。詳しくはレナモン#デジモンテイマーズを参照のこと。必殺技は「狐葉楔」。
- レレモン [本編未登場]
- ポコモン [51]
- レナモン [1–19、21–26、28–31、35–51、劇場版1作目、2作目]
- キュウビモン [6、7、10、11、12、14、15、18–20、22、23、28、30、34–38、41–44、劇場版1作目]
- タオモン [18、22、30、35、37、38、43–45、劇場版1作目]
- サクヤモン [39、45–51、劇場版2作目]

各国の日本国外名
英語：レナモン（Renamon）
朝鮮語：レナモン（ハングル：레나몬）

加藤 樹莉（カトウ ジュリ）
声 - 浅田葉子
タカトが好意を寄せている、クラスメートの女の子。実家は小料理屋を経営している。独特な感性の持ち主で、ギルモンに初めて出会った際にも、驚愕するどころかその存在をすんなり受け入れている。繊細で思い込みが激しく、他者とのコミュニケーションの際には相手のペースを大きく狂わせるといった面も。犬のハンドパペットを常に所持しており、キッカケがあれば腹話術をして場を和ませている。
タカトやギルモンとの触れ合いからデジモンに強い興味を示すようになる。こっそりデジモンのカードを大量に集めていたり、クルモンが自分のパートナーではないかと期待したりと、テイマーへの憧れを募らせていく（インダラモンとの死闘の際にも、ただ見ていることしか出来ない自分の無力さを嘆いていた）。
そんな中、突如リアライズしたレオモンに遭遇。彼こそ自分の元に現れてくれたパートナーであると惚れ込み、執拗に追い回すが（この際にはレオモンのことを「様」付けで呼んでいた）、レオモンには一蹴されてしまう。しかしその後、レオモンがスーツェーモンの攻撃により重傷を負った際、彼を心から救いたいという想いが通じて、目の前に黄色のデジヴァイスが現れる。その力でレオモンの傷を癒し、以降は正式なパートナー同士となった。レオモンもやはり彼女の個性的な振る舞いに振り回されることになるが、徐々に互いを信頼し合うようになっていく。
実母を幼いころに亡くしており、部屋には、その母親の写真が飾ってある。普段は明るく振舞っているが、それだけに心中では様々な思いとトラウマが常に鈍く蠢いていた。それを決して表に出すことはなかったが、レオモンがベルゼブモンの手で消滅したことで実母の死によるトラウマが再発。大切な人を二度も失った悲しみから、「運命からは逃れられない」と心を深く閉ざしてしまうことになる。そこをデ・リーパーにつけこまれるようにして囚われ、人間のデータ解析に利用され、その力の源とされてしまう。
その後、クルモンの説得で目を覚ますも、ベルゼブモンの「獣王拳」でレオモンのことを思い出してしまい、彼の救いの手を伸ばすことが出来なかった。しかし、運命は自分で切り開くことを決意し、最終話でタカトの手によってデ・リーパー内部から救い出され、インプモンと和解している。
劇場版第2作目では、パートナーデジモンが既にいないことから、事件そのものには関わらなかった。
各国の日本国外名
英語：ジェリ・カトー（Jeri Kato）
朝鮮語：ファン・ジュヨン/ファン・ズヨン（ハングル：황주연）
レオモン
声 - 平田広明
ジュリのパートナー。成熟期。必殺技は「獣王拳」。
初めてジュリに出会った時には、彼女の度を越えた独特なアピールに呆れるようにして深く関わらないようにしていた。その後の戦いで傷つき倒れた時、レオモンを想うジュリの心に応じるようにデジヴァイスが出現し、パートナーとなる。
強さと優しさを兼ね備えたデジモンで、そういった面はグラウモン（ギルモン）に深く尊敬されていた。他のデジモンたちと比べると精神年齢が高い面が窺え、デジタルワールドで遭遇する様々な困難にも、その都度冷静な対応を見せていた。ジュリとの連携で完全体であるオロチモンを撃退するなど、彼女との信頼関係も確固たるものとなっていく。
しかし力に溺れるベルゼブモンと対峙した際、彼への説得を試みたところ、その甲斐なく腹を貫かれ命を落とした。それがジュリの心の傷を深くえぐり、結果的にデ・リーパーの成長へと繋がってしまった。
- エレキモン [本編未登場]
- レオモン [21、23–25、27–31、34、47]
- グラップレオモン [本編未登場]
- サーベルレオモン [本編未登場]

各国の日本国外名
英語：レオモン（Leomon）
朝鮮語：レオモン（ハングル：레오몬）
秋山 遼（アキヤマ リョウ）
声 - 金丸淳一
WS版ゲームにおける主人公、および『デジモンテイマーズ』における準メインキャラクター。『デジモンテイマーズ』作中では、サイバードラモンがパートナーデジモンとなるが、ゲーム中では、ブレイブテイマーでパートナーがモノドラモン（サイバードラモンの成長期）にされた。
一年前のデジモンカードバトル全国大会で優勝し、その直後突如行方不明になった「伝説のテイマー」。中学2年生。タカトたちと出会った際には10か月以上もデジタルワールドで彷徨っていたが、彼らと共にリアルワールドに帰還した。リアルワールド帰還後10か月ぶりに帰郷した際には福岡空港で多数の報道陣から取材を受けている。
他のテイマーたちと違い、ベースが紺色のアークを持つ。なお、彼のアークからはサイバードラモンを手なずける光の鞭のような物が出る。実力は相当なもので、真に強いテイマーだけが使いこなすことができると言われるデヴァイスカードを使いこなす。
父親の実家は福岡県にあり、親とは福岡弁で会話をしている。
日に焼けた肌、輝く白い歯、爽やかな笑顔と、ルキに言わせれば「完璧なまでの爽やかオーラ」を発しており、その言動も善意と友愛に満ちた一点の曇りもないもの。デジタルワールドに長く滞在していたため、デジタルワールドの世界を熟知しており、図太い神経の持ち主でもある。タカトたちとともにデジタルワールドから帰還した後は一時福岡の実家に帰っていたが、東京にデ・リーパーが出現したことをラジオで知ると即座にジャスティモンの姿で駆け付けた。カードバトル全国大会の決勝でルキを破って優勝したこともあり、プライドの高い彼女からは反感を買われていた。しかし、デ・リーパーとの戦いでは彼女とサクヤモンの力を受け取り、デ・リーパーに攻撃した。
『02』において回想シーンで一乗寺賢とともに登場した秋山遼と同一人物であり、「ディーワンテイマーズ」におけるミレニアモンとの戦いのあと記憶を失ってテイマーズの世界に辿りついたと関プロデューサーは述べている。唯一前作と接点を持つ人物。
WS版ゲームでは、無印の世界で生まれ育っている。
46話、47話では「秋川 リョウ」と誤ってクレジットされた。
各国の日本国外名
英語：リョー・アキヤマ（Ryo Akiyama）
朝鮮語：イ・ジェイッ/イ・ゼイッ（ハングル：이재익）
サイバードラモン
声 - 世田壱恵
遼のパートナーデジモン。完全体。
一度暴走すると、リョウの言うことも聞かなくなるほど好戦的で凶暴な性格。それが災いして、リアルワールドで暮らすには非常に危険な存在であった。加えて、サイバードラモンが戦う相手を探し求めていたため、リョウは彼の求めるままに10か月以上もデジタルワールドで彷徨うハメになってしまう。だが決して仲間のことを考えないというわけではない。
人間界ではしばらくの間成長期のモノドラモンの姿で過ごしていた。
- ケトモン [本編未登場]
- ホップモン [51]
- モノドラモン [41、42]
- ストライクドラモン [本編未登場]
- サイバードラモン [28、29、35、36、38–41、47、48、50、51、劇場版2作目]
- ジャスティモン [45–48、50、51、劇場版2作目]

各国の日本国外名
英語：サイバードラモン/サイバードゥラモン（Cyberdramon）
朝鮮語：サイボドゥラモン（ハングル：사이버드라몬）

塩田 博和（シオタ ヒロカズ）
声 - 玉木有紀子
バイザーを被った活発な少年。タカト、ケンタとは初登場時からカードバトルなどに興じてきた良き友人同士で、3人の中では一番カードの腕前が高い。カードバトルにおいてのバトルスタイルは防御を捨て、力で押し切るタイプ。
ギルモンと初めて対峙した際にはジュリとは異なり、未知への恐怖からか、友人であったはずのテイマーであるタカトを畏怖し、しばらくの間距離が出来てしまう。しかし後に和解し、タカトらに協力することに。彼がタカトに手渡すカードは勝利のカギとなることも多く、特にインダラモン戦での手作りのブルーカードは勝敗を決する重要な切り札となった。
テイマーへの憧れから、自身のパートナーを探すためデジタルワールドへの旅に同行。そこで出会ったガードロモンと絆が芽生え、パートナーとなった。デジヴァイスの色は茶色。
デジモンカードバトルの優勝者であるリョウには強く憧れており、一緒に戦えることを誇りに思っている。リョウとデジタルワールドで出会った時やデ・リーパーとの戦いでリョウ（ジャスティモン）から助力を感謝された際には感激している。
各国の日本国外名
英語：カズ・シオタ（Kazu Shiota）
朝鮮語：ガン・ジェホ/ガン・ゼホ（ハングル：강재호）
ガードロモン
声 - 梁田清之
ヒロカズのパートナー。成熟期。必殺技は「ディストラクショングレネード」。
デジタルワールドでのオロチモンとの抗争で傷を負ったアンドロモンが退化した姿。その後は一度も進化はしていない。当初（アンドロモン時代）は凛々しい口調で自らを「正義のデジモン」と称するほどの熱血漢であったが、ヒロカズと共に過ごすうちに彼に影響を受けてきたのか、以降は呑気で穏やかな態度を見せている。なぜだか何の気なしにヒロカズの口真似をすることも。
一見頼りなさそうだが、援護射撃や飛行能力を駆使したサポート面での能力は汎用性が高い。終盤での戦いでは主戦力とは呼べずとも、タカトたちの危機を救うことも多く、いざと言うときの活躍には一目を置ける面がある。
- カプリモン [51]
- コクワモン [本編未登場]
- ガードロモン [31、34–41、45–48、50、51、劇場版2作目]
- アンドロモン [31]
- ハイアンドロモン [本編未登場]

各国の日本国外名
英語：ガードロモン/ガードゥロモン（Guardromon）
朝鮮語：ガドゥロモン（ハングル：가드로몬）

北川 健太（キタガワ ケンタ）
声 - 青山桐子
眼鏡をかけた少年。タカト、ヒロカズとはカードバトルをはじめ、よくつるんで遊ぶ特に仲のよい友人。小学5年生ながら渋い趣味の持ち主で、演歌を歌う変わり者（加えて酷い音痴）。
運動はあまり得意ではないがテストの成績は優秀で、自分がテストの平均点を押し上げていると自負している。
ヒロカズと同様、ギルモンに対する恐怖から一時期、タカトと仲違いを起こしてしまったが後に和解し、自分たちもパートナーを見つけテイマーとなるためにとヒロカズ共々タカトたちのデジタルワールドの旅に同行する（その際にデジタルカメラを持参したが、写真を写すことはできなかった）。ヒロカズの方が先にアンドロモン（ガードロモン）のテイマーになったため悔しがる一幕もあったが、デ・リーパーとの抗争に多くの究極体デジモンが集結していく中で、独り集合地点から大きく外れてやって来たマリンエンジェモンと出会う。その際は自分のパートナーであるとは思いもよらず特に相手にせず突き放してしまうものの、リアルワールドに帰還する際のアーク内で、自分のポケットの中に紛れ込むようにして同行してきたことに気づき、薄紫色のデジヴァイスも共に現れテイマーとなった。
デ・リーパー出現後は家族とともに避難していたが、テレビでタカトたちが戦う姿を見て新宿へ応援に駆け付けた。
マリンエンジェモンの助けがあったとはいえ、大量のデ・リーパーが蠢く中を平気な顔で応援に駆けつけたりと、前述の演歌の件などから考えても、ややズレている面が少なからず見られる。
各国の日本国外名
英語：ケンタ・キタカワ（Kenta Kitakawa）
朝鮮語：イ・ソンウ（ハングル：이성우）
マリンエンジェモン
声 - 岩村愛
ケンタのパートナー。究極体。クルモンのシャイニング・エボリューションに導かれてやってきたデジモンの1体。非常に小さく可愛らしい姿だが、究極体の名に恥じない強力な能力を持つ。必殺技は「オーシャンラブ」。
他のデジモンたちとは違って、「ぴぃぷぅ」としか喋れないため、その言葉の意味するところはテイマーであるケンタにしか理解できていない（なぜ理解できるのかは不明。ケンタも「なんとなく」と言っているため、明確に理解しているわけではないようであるが、それなりには意思疎通できている模様）。
ホーリーリングを持ち、「エンジェモン」と名前に付くが天使型のデジモンではない。弱いデ・リーパーなら、それ自体および、その効果を打ち消すことが出来、傷ついた仲間の体力を回復させるといった芸当も可能。
「デジモンミュージック100タイトル記念作品 We Love DiGiMONMUSIC」に収録されたキャラソングverの「The Biggest Dreamer」では、普通に歌声を披露している。
- ペンモン [本編未登場]
- ルカモン [本編未登場]
- ホエーモン [本編未登場]
- マリンエンジェモン [40、41、45–48、50、51、劇場版2作目]

各国の日本国外名
英語：マリンエンジェモン（Marine Angemon）
朝鮮語：マリンエンジェルモン/マリンエンゼルモン（ハングル：마린엔젤몬）

李 小春（リー シウチョン）
声 - 永野愛
父親が香港出身の中国大陸人で、母親が日本人というハーフ。李健良の妹で、李家の末っ子。7歳。兄と同じく名前は広東語読み、北京語ではリーシャオチュン（li xiaochun）。ぬいぐるみのフリをしているテリアモンをオモチャにして遊ぶのが好きな、あどけない少女。また、子供ゆえに堅苦しいのが苦手で、ロップモンの言葉遣いを矯正したりもした。
タカトやジェン、テリアモンらがデジタルワールドへ旅立った後、正体を明かしていったテリアモンを想い、新宿中央公園に出現したデジタルフィールドに巻き込まれ、単身デジタルワールドへと飛ばされてしまう。そこでスーツェーモンの牙城の門番を務める、デーヴァの一体アンティラモンと出会った。任務の遂行に真面目なアンティラモンでさえ、彼女の純粋さの前に調子を狂わされてしまう。結果的に仲間のデーヴァを裏切ってまで小春を守るハメになったアンティラモンはスーツェーモンに見限られ、ロップモンへと退化させられるも、直後にピンクのデジヴァイスが現れ小春のパートナーとして行動を共にすることになった。
後にロップモンを再びアンティラモンに進化させたことで、リョウから立派なテイマーだと褒められ、デヴァイスカードを託された。そのデヴァイスカードで一度だけカードスラッシュを披露し、幼いながらもテイマーとして、自身のパートナーであるアンティラモンを大きく手助けした。
各国の日本国外名
英語：スーザン・'スージー'・ウォング（Susan 'Suzie' Wong）
朝鮮語：グァッ・ソフィ（ハングル：곽소희）
ロップモン
声 - 多田葵
小春のパートナー。成長期。容姿はテリアモンとそっくり（ベースカラーは茶色、角は3本）だが、性格はいたって真面目。必殺技は「ブレイジングアイス」。
前述の通り元々はデーヴァの一体（十二神将の卯）、完全体のアンティラモンであった。小春との出会いをきっかけに本来の命令に背いてしまい、進化の力を奪われたところで「任を解かれた」と悟り、彼女のパートナーとなる。
一人称は「我」で、かしこまった文語体で話していたが、小春からはよく思われず「僕」と名乗るよう注意されてしまう。留守番や後衛役が多く、テリアモンと異なり活躍の場はあまりなかったが、一度だけリアルワールドでアンティラモンへと再度進化し、小春のサポートの下で戦闘を展開している。
2作目の劇場版ではジェンがテリアモンと間違えて連れてきてしまうといったギャグが見られた（一方で小春は間違えたことは1度もない）。テリアモン同様、前作『デジモンアドベンチャー02』の劇場版にも登場している（テリアモンとは違い、担当声優は異なっている）。
- ココモン [本編未登場]
- チョコモン [51]
- ロップモン [33–41、45–48、50、51、劇場版2作目]
- トゥルイエモン [本編未登場]
- アンティラモン [33、45、46、48]
- ケルビモン [本編未登場]

各国の日本国外名
英語：ロップモン（Lopmon）
朝鮮語：ロプモン（ハングル：로프몬）

クルモン
声 - 金田朋子
「進化の力」を持った特殊なデジモン。語尾に「クル」とつく。非常に無邪気な性格で、好奇心旺盛。神出鬼没。そのため、リアルワールドに来て間もないころは、行く先々でトラブルを起こしていた。
その正体は四星獣の領域の深い溝の底にある進化種鞘の中に収まっていたデジモンが自ら進化をするために存在するシステム「デジ・エンテレケイア」が、四聖獣のチンロンモンが進化の光を隠したいと望んだため、その願いをデジノームが叶えたためにデジモンとなったもの。クルモンに秘められた力を必要とするスーツェーモンとその配下デーヴァにつけ狙われる。
特定のパートナーはいないが、レオモン亡き後のジュリと行動を共にすることが多かった。
『デジモンセイバース3D』において脇役として登場したクルモンは声と性格は同じだが、同一個体かは不明。
各国の日本国外名
英語：カルモン（Calumon）
朝鮮語：ドングルモン（ハングル：동글몬）
アイ、マコト
声 - 寺田はるひ（アイ）、松本美和（マコト）
二人で一人のインプモンのテイマー。詳細はインプモン参照。
各国の日本国外名
英語：アイ（Ai）、マコ（Mako）
朝鮮語：ダヨン（ハングル：다영）、ジン（ハングル：진）
インプモン
声 - 高橋広樹
成長期の小悪魔型デジモン。必殺技は「ナイトオブファイヤー」。
- キーモン [本編未登場]
- ヤーモン [51]
- インプモン [6、8–10、12–17、19、20、22–25、27、30、36、40–46、48–51、劇場版2作目]
- メラモン [本編未登場]
- デスメラモン [本編未登場]
- ベルゼブモン [27、29、30、34–36、40、43、48、劇場版2作目]
- ベルゼブモン ブラストモード [43、46–49、劇場版2作目]

各国の日本国外名
英語：インプモン（Impmon）
朝鮮語：インプモン（ハングル：임프몬）

### ネットワーク管理局（ヒュプノス・チーム）
山木 満雄（ヤマキ ミツオ）
声 - 千葉進歩
文部科学省に設立されたネットワーク管理局（情報管理局）の責任者で、ネット管理システム「ヒュプノス」の室長。序盤では神経質な面が目立ち、意味も無く落ち着き無さ気にジッポをカチカチと鳴らす癖がよく見られた。
デジタルワールドと、そこに住むデジモンたちを「秩序を乱す危険なモノ」と見なし、駆除しようとあらゆる手段を試みる。現実主義者であるがゆえに、デジモンという存在を中々認められず、タカトたちからは傲慢な大人として見られていた。が、デーヴァによるシャッガイシステムの暴走を機に己の無力さを知り、後にタカトたちと和解。後半では、心強い良き理解者としてタカトたちを支える。
各国の日本国外名
英語：ミツオ・ヤマキ（Mitsuo Yamaki）
朝鮮語：ジョン・ジョンジン/ゾン・ゾンジン（ハングル：정종진）
鳳 麗花（オオトリ レイカ）
声 - 永野愛
ヒュプノスのオペレーター。冷静沈着、よく気が回る性格で、山木とは公私にわたる良きパートナー。
容姿端麗でグラマラスなスタイルの持ち主（道行く男性が見とれるほど）。まつだベーカリーの常連客であり、夜勤の際にはそこで夜食を調達している。
各国の日本国外名
英語：ライリー・オートリ（Riley Ohtori）
小野寺 恵（オノデラ メグミ）
声 - 宮下富三子
ヒュプノスのオペレーター。椅子から転げ落ちたり鉢巻を巻いて仕事に当たったりと、相方の麗花と比べると劇中ではあまり女性らしい扱いを受けていない。
オペレーターとしての腕は確かなものを持っており、デ・リーパーと戦うタカトたちへの連絡手段を確保したりと、サポート面で大いに活躍している。
各国の日本国外名
英語：タリー・オノデラ（Tally Onodera）

### 子供たちの家族・その他の人物
松田 剛弘（マツダ タケヒロ）
声 - 金光宣明
タカトの父親。数年前に脱サラし、パン屋を経営。
息子に対しては一貫して大らかな態度を見せている。タカトがギルモンをダンボールに隠れさせ自宅に連れ込んだ際も、ペットを欲しがっているのかと判断。職業柄難しいことであると分かっていながらも、なんとか面倒を見てやれないかと考慮していた。
また、デジタルワールドに旅立つ直前にタカトからギルモンの存在を明かされた際、一度は驚愕するも、息子への信頼からすんなりと理解を示した。ギルモンに対してもタカトのパートナーと認め、家族同然に接している。無事にデジタルワールドから帰還してくれることを祈るように、ギルモンをモチーフにした「ギルモンパン」を創作することを約束。
前述の件から、ギルモンのことを一時期「ダンボール」と呼んでいた。
松田 美枝
声 - 松谷彼哉
タカトの母親。夫とともにパン屋を経営している。
夫と比べるとやや現実主義な性格。ペットの飼育は断固拒否していた。ギルモンに初めて対面した際もかなり動揺していたが、やはり母親としてタカトのことを十分に理解しており、最終的にはギルモンおよびデジモンの存在を受け入れている。
李 鎮宇（リー ジャンユー）
声 - 金子由之
李健良、李小春の父親。香港出身の中国大陸人で、通称タオ。現在はコンピュータープログラマーをしている。学生時代に仲間とデジモンを研究していたワイルドバンチのメンバーでもあった。
李〈柳瀬〉麻由美（リー〈ヤナセ〉マユミ）
声 - 安達まり
李健良、李小春の母親。グラフィックデザイナーをしている。
李 連杰（リー リンチェイ）
声 - N/A
李健良、李小春の兄。
李 嘉玲（リー ジャアリン）
声 - 吉倉万里
李健良、李小春の姉。
牧野 ルミ子（マキノ ルミコ）
声 - 今井由香
ルキの母親。ファッションモデルとして活躍している。性格は子供っぽく、時々娘からうるさがられることも。離婚し、現在はバツイチ。
秦 聖子（ハタ セイコ）
声 - 今井由香
ルキの祖母で、ルミ子の母親。能を鑑賞したり、チャットをしたりと多趣味。
加藤 肇（カトウ ハジメ）
声 - 佐藤晴男
ジュリの父親。小料理屋の板前をしている。妻を亡くし、数年前に再婚。
前妻が亡くなった際には、ジュリに「これが運命というものだ」と告げたり、デジタルワールドに黙って行ったジュリがリアルワールドに帰還した現地には迎えに行かなかったりしたが、ジュリのことを愛していないわけではなく、疎開先の駅でジュリを出迎え、ジュリがデ・リーパーに囚われの身になってしまった際には、街がデ・リーパーに呑まれている中、直接彼女に呼びかけたり、トラックをデ・リーパーに激突させたりと荒技を見せた。
加藤 静江（カトウ シズエ）
声 - 安達まり
肇と再婚した女性。ジュリの継母。
優しい人であり、ジュリも新しい母である静江のことを好きになろうとしてはいるが、互いに気を遣いすぎている。長野県松本市の出身であり、実家は疎開場所にもなった。
加藤 昌彦（カトウ マサヒコ）
声 - 宮下富三子
肇と静江の子供で、ジュリの異母弟。ジュリに懐いている。
加藤夫人
ジュリの実母。劇中では、ジュリの部屋の写真内と回想で亡くなったシーンのみの登場。
北川 駿介（キタガワ シュンスケ）
ケンタの父親。息子のことで落ち込む妻を、必死に慰める優しい夫。
北川 明美（キタガワ アケミ）
ケンタの母親で、ケンタが消えた時やリアルワールドに帰還した時は心配のあまり泣き崩れてしまうほどであった。
塩田 博文（シオタ ヒロフミ）
ヒロカズの父親。潔癖な性格で、その分やや厳しい性格に見えることも。息子がリアルワールドに帰還した際には拳骨を食らわしていた。
塩田 貴子（シオタ タカコ）
声 - 中山 りえ子
ヒロカズの母親。いわゆるヤンママ風の女性。図体がでかく場所を取るガードロモンに蹴りを喰らわせていた。言葉遣いが厳しく、デジモンもあまり好きではないらしい。
リョウの父親
福岡県に住んでいる。豪快な言葉遣いとは裏腹に、1年近くも行方不明になっていた息子のことをかなり心配していた。
趙先生（チョウせんせい）
声 - 北村弘一
若松河田駅周辺に道場を開いている老人。ジェンに太極拳を指南している。
アリス・マッコイ
声 - 今井由香
ワイルドバンチのメンバーでもあるロブ・マッコイ博士の孫娘。ドーベルモンをパートナーとして連れていたがデジヴァイスは未確認。ドーベルモンがデジタルグライドへと分解した後、その姿を消した。詳しいことは不明だが、彼女はすでにこの世の人間ではないらしい。

### 淀橋小学校
浅沼 奈美（アサヌマ ナミ）
声 - 松谷彼哉
タカトたちのクラス、5年2組の担任の先生。教師は仕事と割り切っている節があり、子供たちへの対応も素っ気ない。さらには、子供たちがデジタルワールドへ旅立つ際にそのことを打ち明けられ「私には関係ないのに、そんなことをなぜ言うのか」「先生が何て言われると思っているのか」と自己中心的な理由から子供たちを責めるなど教師以前に大人としても問題のある行動をとる。しかし、デジモンの現実世界（リアルワールド）への進出にともなう事件を経て、思いやり溢れる先生となる。
黒沢 清二（クロサワ セイジ）
声 - 菅原淳一
タカトたちの通う淀橋小学校の校長。
森 聡明（モリ タダアキ）
声 - 千葉進歩
淀橋小学校、5年1組の担任教諭。トータス松本似で大抵いつもジャージ姿。隣のクラス担任の浅沼先生のことが好きらしいが、常に素気無くあしらわれているので少々気の毒。かなり気が小さい。
伊東 彩香（イトウ アヤカ）
声 - 塩味薫
タカトのクラスメートのツインテールの女の子。ジュリとは仲がいい。
中島 美紀（ナカジマ ミキ）
声 - N/A
淀橋小学校5年2組の女子で、ジュリや彩香とは仲良しグループ。

### ワイルドバンチ
デジモンおよびデ・リーパーの研究を行ってきた研究チーム。ジェンの父もかつて所属しており、山木らヒュプノスと共に子供たちのバックアップに全力を挙げた。彼らの名はネットワーク研究者たちの間では有名らしく、ヒュプノスを始めアメリカにもその名を知られていた。
ロブ・マッコイ
声 - 菊池正美
ワイルドバンチのリーダーにして、アリスの祖父。通称ドルフィン。アークの再開発が専門。アークが完成した後、子供たちを帰還させるため、デジタルワールドへ向かわせた（ここでのアークはデジヴァイスとしての意味ではなく、箱舟という意味のアークである）。
水野伍郎（ミズノ ゴロウ）
声 - 諏訪太郎
ワイルドバンチのメンバー。通称SHIBUMI。デジモンをリアライズする力をカードとして具現化するブルーカードの開発が専門。
アイシュワリャ・ライ
声 - 松岡洋子
インド出身であるワイルドバンチのメンバー。通称カーリー。アークの開発を専門としているが、完成を目前にしてワイルドバンチの活動を休止してしまった。
デイジー
声 - 百々麻子
ワイルドバンチのメンバー。力尽きたと思われたアークからデュークモンの新たな力となるゼロアームズ・グラニの開発を専門としている。
バベル
声 - 乃村健次
スキンヘッドをしているアメリカ出身のワイルドバンチのメンバー。リアライズした人工知性を人工ブラックホールで消滅させるシャッガイの改良を専門としている。

### デーヴァ
スーツェーモンの配下のデジモンたち。全て完全体。それぞれが十二支の干支（仏教における十二神将）に対応しており、頭に角が3本あるのと名前が「○○ラモン」であるのが共通の特徴。本作品では、神（スーツェーモン）によって塵となっていたデジモンのかけらを再構築し作られたということになっている。本来は3体ずつ四聖獣デジモンの配下として振り分けられていたが、本作品では全員がスーツェーモンの部下ということになっている。クルモンを探すためにリアルワールドに現れたが各所で大暴れし大きな被害を出した。
マクラモン
声 - 堀川りょう
十二神将の申。「マクラくん」という男の子に変装してクルモンを探していた。テイマーズとヴィカラーラモンとの戦闘の隙を突いてクルモンを連れ去ることに成功する。マクラくんのときは全く喋らないが、正体を現した後は偉そうな口調で話す。デジタルワールドで迷子になった小春を「手柄」と称して誘拐しかけたり、メギドラモンとベルゼブモンの戦闘中にベルゼブモンに文句を言いに来るなど、その言動はとてもセコい。結局は自滅のような形でベルゼブモンにロードされた。
ミヒラモン
声 - 田中正彦
十二神将の寅。リアルワールドに最初にリアライズしたデーヴァ。ガルゴモン、キュウビモンを簡単に倒しグラウモンを量子崩壊寸前まで追い詰めたが、初めての完全体進化に成功したメガログラウモンに倒された。
サンティラモン
声 - 世田壱恵
十二神将の巳。地下鉄にリアライズ。電車の車両内に人が取り残されていようがお構いなしで電車を破壊した。死ぬ間際、自分たちがデーヴァであり、全部で12体存在することを告げた。
シンドゥーラモン
声 - 二又一成
十二神将の酉。太った雄鶏のような姿のデーヴァ。水力発電所にリアライズして発電所の電気を食い尽くした。大量の電気を喰らった結果、体が帯電状態になり、それを利用したテイマーズにダム湖に叩き落されショートを起こして爆発した。
パジラモン
声 - 勝生真沙子
十二神将の未。秋葉原の電気街にヴァジラモンと一緒にリアライズしたデーヴァ。強烈な鳴き声で人々を眠らせた後、電気店のディスクを食べまくったが、ラピッドモンに倒された。
ヴァジラモン
声 - 石塚運昇
十二神将の丑。パジラモンと共にリアライズ。パジラモンと一緒の戦闘中、レナモンに興味を持つ。その後パジラモンが倒された際にその場から逃走し、その日の夜にレナモンと接触。レナモンを「美しいデータ」と評して味方に引き込もうと（どちらかと言えば口説こうと）したが、既にレナモンが人間を思いやるような考えを持っていたため逆上する。さらにレナモンが完全体進化したタオモンを見て、人に近い間違った進化をしていると否定し、結局タオモンに返り討ちにされる形で倒された。
インダラモン
声 - 堀内賢雄
十二神将の午。市街地にリアライズ。グラウモンたちを圧倒し、自身を倒そうと挑んできたインプモンをロード寸前までに痛めつけ返り討ちにした。その後、都市高速道路にリアライズ。再度テイマーズを苦戦させるが、ヒロカズの作ったブルーカードで進化に成功したメガログラウモンに倒された。
クンビラモン
声 - 宮田幸季
十二神将の子。新宿中央公園のマンホールからリアライズ。デーヴァの中では最も小さいが、残像を作り出せるほどの高速移動ができる。その反面打たれ弱い。
クルモンとジュリに襲いかかるも、同じ公園内にリアライズしたレオモンにより一度は返り討ちに遭う。その後、再びレオモンの前に現れ、分身を使った戦法でリベンジするも、ガルゴモンにより分身をまとめて消され、その隙を突かれて自身もレオモンに倒された。
ヴィカラーラモン
声 - 木村雅史
十二神将の亥。小さな山ほどの巨大な体躯を誇るデーヴァ。その分厚い毛皮でほとんどの攻撃を無効にできる。テイマーズのデジモン全員が完全体に進化した上での総攻撃で倒すことに成功した。
マジラモン
声 - 小嶋一成
十二神将の辰。デーヴァの中でも最も大きい。リアルワールドとデジタルワールドの境界に閉じ込めた檻（というよりも鳥篭）ごと引っ掛かったクルモンを回収するためにマクラモンが呼び出した。その後テイマーズを襲撃するが、たまたま同行していたリョウが「キング・デヴァイス」のカードで巨大化させたサイバードラモンに倒された。
チャツラモン
声 - 石井康嗣
十二神将の戌。神社の狛犬のような姿のデーヴァでスーツェーモンに最も信頼されている。小槌のような形に変形し、攻撃する。インプモンの願いにつけこんで唆し、進化の見返りとしてテイマーズと戦うよう仕向けた。デュークモンとベルゼブモンとの決闘の混乱に乗じてロップモンを裏切り者と見なし始末しようとしたが、デュークモンに一撃で倒された上、データはベルゼブモンにロードされてしまった。彼の言動からデジモンの世界では倒した相手をロードしないのは冒涜になるらしい。

### 四聖獣
スーツェーモン
声 - 森山周一郎
四聖獣の一体。デジタルワールドの南方を守護する。デジモンの未来のために人間の干渉や存在を嫌う。また、チンロンモンとは逆にデ・リーパーに対抗する力を欲し、デーヴァを生み出して進化の光を捜していた。
チンロンモン
声 - 小杉十郎太
四聖獣の一体。デジタルワールドの東方を守護する。人間には寛容であり、共存も望んでいた。デジモンの無秩序な進化、それによるデ・リーパーの活性を恐れ、進化の光をデジタルワールドから無くすことを望む。
シェンウーモン
声 - 八奈見乗児
四聖獣の一体。デジタルワールドの北方を守護する。老人のような口調。バイフーモンの留守を預かっていた。
バイフーモン
声 - 辻親八
四聖獣の一体。デジタルワールドの西方を守護する。自身の城の付近から沸きあがろうとする、デ・リーパーを抑えこむことに成功するが、その際に力を使い切ってしまう。

### その他のデジモン
メイルドラモン
クルモンを追い掛けたデジモン。メタルティラノモンに進化したダークティラノモンに押し潰される。
ダークティラノモン
メイルドラモンと闘ったデジモン。メタルティラノモンに進化し、メイルドラモンを押し潰す。
ランクスモン
リアルワールドにリアライズしてきたデジモン。レナモンに敗れる。
ゴブリモン
声 - 木村雅史
リアルワールドにリアライズしてきたデジモン。フーガモンに進化したが、レナモンに敗れる。
ゴリモン
リアルワールドにリアライズしてきたデジモン。テリアモンに敗れる。
ヌメモン
ジェンのコンピュータゲームのデジモン。ゴリモンに消滅された。
ベジーモン
ジェンのコンピュータゲームのデジモン。ゴリモンに消滅された。
モノクロモン
ジェンのコンピュータゲームのデジモン。ゴリモンに消滅された。
イビルモン
リアルワールドにリアライズしてきたデジモン。タカトの学校に現れる。レナモンに敗れる。
アロモン
声 - 松山鷹志
リアルワールドにリアライズしてきたデジモン。レナモンに敗れる。
ドクグモン
リアルワールドにリアライズしてきたデジモン。ルキを掴む。キュウビモンに敗れる。
デビドラモン
声 - 上別府仁資
リアルワールドにリアライズしてきたデジモン。グラウモンに敗れる。
アイスデビモン
声 - 小杉十郎太
リアルワールドにリアライズしてきたデジモン。強さを求めルキを自分のパートナーにしようとする。キュウビモンさえ圧倒する力を持つが、ギルモンに敗れる。
ムシャモン
声 - 松山鷹志
リアルワールドにリアライズしてきたデジモン。ガルゴモンに敗れる。必殺技は「切り捨て御免」。
フライビーモン
リアルワールドにリアライズしてきたデジモン。レナモンに敗れる。
ハーピモン
声 - 塩味薫
リアルワールドにリアライズしてきたデジモン。レナモンに敗れる。
ダークリザモン
リアルワールドにリアライズしてきたデジモン。
メラモン
声 - 小嶋一成
デジタルワールドに来たタカトたちが最初に出会ったデジモン。ジャガモンの群れを襲い、逆に踏み潰され消滅した。
ジャガモン
声 - 小栗雄介
群れでメラモンを消滅させたデジモン。
ジジモン、ババモン
声 - 木村雅史（ジジモン）、尾小平志津香（ババモン）
デジタルワールドの風の強い谷に住む、夫婦。迷い込んできたルキたちを歓待し、ヒロカズやケンタと意気投合し、二人を孫のように可愛がる。夫婦喧嘩が暇つぶし。
チョロモン
ベヒーモスが最初に意識を奪ったデジモン。
ツチダルモン
デジタルワールドのデータの吹き溜まりに住むデジモン。
クロックモン
声 - 小栗雄介
光の柱で飛ばされたルキたちが出会ったデジモン。
ハグルモン
声 - 平田広明
光の柱で飛ばされたルキたちが出会ったデジモン。
メガドラモン
声 - 柴山由崇
光の柱で飛ばされたルキたちが闘ったデジモン。キュウビモンを苦戦させるが、サイバードラモンに敗れる。
ノヘモン
幽霊の城の辺りにいるデジモン。
ドッグモン
声 - 平田広明
迷い込んできたクルモンが出会ったデジモン。
ナイトモン
幽霊の城にいるデジモン。
ウッドモン
声 - 杉野博臣
クルモンがジュレイモンに進化させたデジモン。
クリサリモン
ベルゼブモンが最初に闘ったデジモン。インフェルモンに進化したが敗れる。
オロチモン
声 - 小村哲生
ゲコモン達を脅して酒を造らせていたデジモン。酒を飲めば飲むほど強くなる。なぜかジュリにお酌させていた。
ゲコモン
声 - 高戸靖弘
オロチモンに脅されて酒を造らされていたデジモン。アンドロモンを嫌がってる。
モクモン
水の宇宙の図書館にいるデジモン。
オタマモン
水の宇宙にいるデジモン。
ハンギョモン
水の宇宙にいるデジモン。
バクモン
デジタルワールドに来た小春が出会ったデジモン。
キウイモン
デジタルワールドに来た小春が出会ったデジモン。
ボタモン / プニモン / ユラモン
ディアボロモン
メタルシードラモン
ムゲンドラモン
グランクワガーモン
グリフォモン
ホウオウモン
プレシオモン
プクモン
ボルトモン
ドーベルモン
声 - 高橋広樹
四聖獣の命を受け、テイマーズにリアルワールドでの、融合による究極体進化を可能にする力を授けに、デジタルワールドより来訪する。視聴者が投稿したオリジナルデジモンである。

### その他
グラニ
声 - 菊池正美
正式名は「0ARMS-Grani」。元はタカトたちをデジタルワールドから帰還させるために製作した方舟「アーク」。デジノームの力により無いはずの自我に目覚め、タカトたちと共に戦うことを求めたことから、旧ワイルドバンチのメンバーが改良させたもので、純粋なデジモンではない。「アーク」時、ギルモンの求めに応えて以来、ギルモンに気に入られており、よく話しかけられていた。デュークモンを背に載せ、空を飛び、共に戦っていたが、激戦の末大破。最後の力を振り絞ってデュークモンと融合し、新たな力を与えた。なおテイマーズ劇場版第二作ではデュークモンはグラニとの融合を介さずに、その力を発揮している。
『デジモンクロスウォーズ～時を駆ける少年ハンターたち～』における詳細はデジモンクロスウォーズの登場人物・世界#過去作のパートナーデジモンを参照。
ベヒーモス
初登場時はチョロモンの意識を奪って暴走していた。その後、チョロモンの代わりにギルモンが乗った時も乗りこなすことが出来ず、意識を操り暴走したが、ベルゼブモンを乗り手として認めたため、以後暴走はしなくなる。レオモンの獣王拳の直撃を受けても無傷であり、突進を受ければ成熟期デジモンでも即死という高い戦闘力を持っている。レオモンからは鉄の獣、テリアモンからはバイクデジモンと言われるが、デジモンかどうかは不明である。
デ・リーパー
余剰データを消去するプログラム。詳しくはデ・リーパーを参照。
デジノーム
デジモンでも、デ・リーパーでもない、非常に原始的な人工知性。言葉（言語）をもたないため、コミュニケーションは「行動（ジェスチャーではない）」によって現される。そして、その「行動」は本作品におけるカギとなっている。

## 作中に登場した実在の建造物・地名
新宿区西新宿周辺が舞台となっており、西新宿のけやき橋通り商店街や、新宿中央公園、新宿駅前周辺（靖国通り、アルタ前、歌舞伎町付近など）、都営大江戸線の駅構内などが再現されている。
登場する都営大江戸線の駅構内やJRの駅等では、実際に使用されている接近放送などがアニメ上でも流れる。以下、その後解体され現存しないもの、放送当時は未完成だったものも含め、放送当時実在した物を挙げる。
- 新宿区立西新宿小学校 - 主人公のタカトが通う小学校のモデル（校舎は淀橋第六小学校時代の物）
- 新宿中央公園 - 7話で登場した公園の地下を通る治水トンネル（第二・十二社幹線）は実際に存在する。放送当時は工事中であったが、今は完成している。
- 熊野神社
- 東京都庁舎
- 秋葉原電気街
- 新宿駅
- 歌舞伎町
- 都営大江戸線
- 区立角筈図書館
- 首都高速4号新宿線
- 新宿西口駅
- 牛込神楽坂駅
- 都庁前駅
- 若松河田駅
- 三鷹駅
- 八王子駅
- 松本駅
- 本郷三丁目駅
- 国立競技場（国立競技場の建設のため解体され現存しない）

## スタッフ
- 原案 - 本郷あきよし
- 連載 - 「Vジャンプ」（集英社）
- シリーズディレクター - 貝澤幸男
- シリーズディレクター補 - 中村哲治
- シリーズ構成 - 小中千昭
- キャラクターデザイン - 中鶴勝祥
- 総作画監督 - 信実節子
- 美術デザイン - 渡辺佳人
- CGデザイン - 荒牧伸志
- 音楽 - 有澤孝紀
- ビデオ編集 - 東京現像所
- 企画 - 川上大輔、木村京太郎、関弘美
- 制作協力 - 東映
- 制作 - フジテレビ、読売広告社、東映アニメーション

## 主題歌
オープニング「The Biggest Dreamer」
作詞 - 山田ひろし / 作曲・編曲 - 太田美知彦 / 歌 - 和田光司
日本以外でも、ドイツ（現地名－Der größte Träumer）など、放送されている現地語に訳されて使われている。
なお、デジモン四部作の中では珍しく、オープニングの歌詞に振り仮名が付いていない。
第50話では劇中挿入歌としても使用された。
エンディング
「My Tomorrow」（1 - 23話）
作詞 - 松木悠 / 作曲・編曲 - 大久保薫 / 歌 - AiM
「Days -愛情と日常-」（24 - 51話）
作詞 - うらん / 作曲 - 大久保薫、うらん / 編曲 - 大久保薫 / 歌 - AiM

挿入歌
「SLASH!!」（2 - 5・10 - 11・15・17・23・29・31・38 - 39・47・48・50話）
作詞 - 山田ひろし / 作曲・編曲・歌 - 太田美知彦
「EVO」（5・6・8・10 - 12・14 - 22・27 - 29・32・34・43 - 44・51話）
作詞 - 大森祥子 / 作曲・編曲 - 渡部チェル / 歌 - WILD CHILD BOUND
「One Vision」
作詞 - 山田ひろし / 作曲・編曲 - 太田美知彦 / 歌 - 谷本貴義
劇中では各キャラクターごとに異なるイントロを持つバージョンが使用された。
「One Vision(DUKEMON MATRIX EVOLUTION VERSION)」（35 - 36・45・48・50〈2回〉・51話）
ギルモン＋松田啓人→デュークモンへの進化時に使用。CDアルバム『デジモン挿入歌ワンダーベストエボリューション』（2006年8月30日発売、ASIN:B000GG4DN8）に収録。
「One Vision(GARGOMON MATRIX EVOLUTION VERSION)」（37・45話）
テリアモン＋李健良→セントガルゴモンへの進化時に使用。CDアルバム『デジモン挿入歌ミラクルベストエボリューション』（2006年8月30日発売、ASIN:B000GG4DNI0）に収録。
「One Vision (SAKUYAMON MATRIX EVOLUTION VERSION)」（39・45・47話）
レナモン＋牧野留姫→サクヤモンへの進化時に使用。上記2バージョンと異なり、長らく音源化されず曲名も不明だったが、2022年発売の『デジモンテイマーズ SuperCompleteSelectionAnimationディーアークver.牧野留姫』の内蔵音声として初めて音源化され、曲名も明らかになった。ただし、2023年現在CD収録はされていない。
「3 Primary Colors」（9・51話）
作詞 - 山田ひろし / 作曲・編曲 - 太田美知彦 / 歌 - テイマーズ
「風」（23話）
作詞 - 和田光司 / 作曲 - 大久保薫 / 編曲 - 渡部チェル / 歌 - 和田光司
「ひまわり」（24話）
作詞 - ai(前田愛) / 作曲・編曲 - 樫原伸彦 / 歌 - AiM
「Across the tears」（24話）
作詞 - 山田ひろし / 作曲・編曲 - 太田美知彦 / 歌 - 松田啓人（津村まこと）
「男飛沫」（26話）
作詞 - 山田ひろし / 作曲・編曲 - 太田美知彦 / 歌 - 塩田博和（玉木有紀子）、北川健太（青山桐子）
「くるっくるっクルモン」（29話）
作詞 - 山本英実 / 作曲・編曲 - 嶋田陽一 / 歌 - クルモン（金田朋子）
「Black intruder」（30話）
作詞 - 山田ひろし / 作曲・編曲 - 太田美知彦 / 歌 - ベルゼブモン（高橋広樹）
「Fragile heart」（40話）
作詞 - ai / 作曲・編曲 - 近藤昭雄 / 歌 - AiM
「Starting Point」（49話）
作詞 - 松木悠 / 作曲・編曲 - 太田美知彦 / 歌 - 和田光司、AiM、太田美知彦

## 各話リスト
放送日はフジテレビおよび同時ネット局のもの。タイトルコールは基本的に毎回タカトが行ったが、第5話ではクルモンが、第39話ではサクヤモン（レナモン）が行った。またタカトが不在となった26話ではルキが、31話ではヒロカズが担当した。
| 話数 | サブタイトル                                   | 脚本       | 演出       | 作画監督   | 美術       | 放送日        | 登場デジモン | 収録DVD&VHS |
| ---- | ---------------------------------------------- | ---------- | ---------- | ---------- | ---------- | ------------- | --- | ----------- |
| 1    | ギルモン誕生! 僕の考えたデジモン               | 小中千昭   | 貝澤幸男   | 清山滋崇   | 渡辺佳人   | 2001年 4月1日 | クルモン ランクスモン                                                                                               | VOL.1       |
| 2    | 君はぼくのともだち テリアモン登場!             | 小中千昭   | 佐々木憲世 | 八島善孝   | 清水哲弘   | 4月8日        | ゴブリモン フーガモン                                                                                               | VOL.1       |
| 3    | レナモン対ギルモン! 戦いこそがデジモンの命     | 小中千昭   | 吉沢孝男   | 海老沢幸男 | 飯島由樹子 | 4月15日       | ガルゴモン | VOL.1       |
| 4    | テイマーの試練! ゴリモンを倒せ!                | まさきひろ | 川田武範   | 直井正博   | 渡辺佳人   | 4月22日       | ゴリモン | VOL.1       |
| 5    | くるっくるーん! クルモンと遊ぼ!                | まさきひろ | 芝田浩樹   | 伊藤智子   | 渡辺佳人   | 4月29日       | イビルモン | VOL.2       |
| 6    | パートナーの意味 レナモン進化!                 | 吉村元希   | 梅澤淳稔   | 出口としお | 清水哲弘   | 5月6日        | アロモン インプモン ドクグモン                                                                                      | VOL.2       |
| 7    | ギルモンが危ない! ぼくの町の冒険               | 小中千昭   | 角銅博之   | 浅沼昭弘   | 飯島由樹子 | 5月13日       | | VOL.2       |
| 8    | ギルモン進化! 西新宿大決戦                     | 前川淳     | 中村哲治   | 八島善孝   | 清水哲弘   | 5月20日       | デビドラモン | VOL.2       |
| 9    | ギルモンに戻って! グラウモン騒動               | 浦沢義雄   | 佐々木憲世 | 清山滋崇   | 渡辺佳人   | 5月27日       | | VOL.3       |
| 10   | レナモンは友達! 留姫の迷い                     | まさきひろ | 吉沢孝男   | 直井正博   | 清水哲弘   | 6月3日        | アイスデビモン | VOL.3       |
| 11   | 新宿大ガード 1分30秒の対決!                    | 前川淳     | 川田武範   | 伊藤智子   | 松本健治   | 6月10日       | ムシャモン | VOL.3       |
| 12   | 留姫とレナモン きずなの危機!                   | 吉村元希   | 芝田浩樹   | 浅沼昭弘   | 渡辺佳人   | 6月17日       | ハーピーモン | VOL.3       |
| 13   | デジモン捕獲指令! 災いの予感                   | 小中千昭   | 今村隆寛   | 信実節子   | 清水哲弘   | 6月24日       | | VOL.4       |
| 14   | テイマーよ立て! メガログラウモン超進化         | 小中千昭   | 貝澤幸男   | 八島善孝   | 杉浦正一郎 | 7月1日        | ミヒラモン | VOL.4       |
| 15   | 巨大ヘビ出現! 大江戸線大パニック               | 前川淳     | 角銅博之   | 出口としお | 松本健治   | 7月8日        | サンティラモン | VOL.4       |
| 16   | 街の灯を守れ! デジモンたちの危険なキャンプ     | 浦沢義雄   | 梅澤淳稔   | 清山滋崇   | 渡辺佳人   | 7月15日       | シンドゥーラモン | VOL.4       |
| 17   | ブルーカードを追え! ラピッドモン電光石火       | まさきひろ | 吉沢孝男   | 浅沼昭弘   | 清水哲弘   | 7月29日       | パジラモン ヴァジラモン                                                                                             | VOL.5       |
| 18   | 美しき進化! 月光に舞うタオモン                 | 吉村元希   | 川田武範   | 直井正博   | 渡辺佳人   | 8月5日        | ヴァジラモン | VOL.5       |
| 19   | 強くなりたい! 這い上がれインプモン             | 前川淳     | 芝田浩樹   | 伊藤智子   | 渡辺佳人   | 8月12日       | インダラモン | VOL.5       |
| 20   | 切り札はコレだ! 友情のブルーカード             | まさきひろ | 今村隆寛   | 八島善孝   | 清水哲弘   | 8月19日       | インダラモン | VOL.5       |
| 21   | 樹莉のパートナー!? 私のレオモン様              | 浦沢義雄   | 角銅博之   | 信実節子   | 徳重賢     | 8月26日       | クンビラモン レオモン                                                                                               | VOL.6       |
| 22   | ヴィカラーラモン登場 僕たちの街を守れ!         | 吉村元希   | 梅澤淳稔   | 出口としお | 渡辺佳人   | 9月2日        | ヴィカラーラモン | VOL.6       |
| 23   | デジモン総出撃! 風に向かって進め               | 小中千昭   | 吉沢孝男   | 浅沼昭弘   | 須和田真   | 9月9日        | ヴィカラーラモン マクラモン                                                                                         | VOL.6       |
| 24   | デジタルワールドへ… 旅立ちの日                 | 小中千昭   | 中村哲治   | 清山滋崇   | 清水哲弘   | 9月16日       | | VOL.6       |
| 25   | デジタルワールド突入! さらば僕たちの街         | まさきひろ | 貝澤幸男   | 直井正博   | 渡辺佳人   | 9月23日       | メラモン ジャガモン                                                                                                 | VOL.7       |
| 26   | 小世界! 風の強い谷のジジモン・ババモン         | 浦沢義雄   | 川田武範   | 伊藤智子   | 徳重賢     | 9月30日       | ジジモン ババモン                                                                                                   | VOL.7       |
| 27   | インプモン進化! 魔王ベルゼブモンの戦慄         | 前川淳     | 芝田浩樹   | 八島善孝   | 行信三     | 10月7日       | ツチダルモン チャツラモン チョロモン                                                                                | VOL.7       |
| 28   | 敵か味方か!? 伝説のテイマー秋山リョウ          | 吉村元希   | 今村隆寛   | 信実節子   | 清水哲弘   | 10月14日      | クロックモン ハグルモン メガドラモン                                                                                | VOL.7       |
| 29   | ここは幽霊の城! 迷えるクルモン大脱出           | 吉村元希   | 角銅博之   | 出口としお | 渡辺佳人   | 10月21日      | マジラモン | VOL.8       |
| 30   | デジタルワールドから緊急連絡 クルモンが…       | 前川淳     | 梅澤淳稔   | 山室直儀   | 徳重賢     | 10月28日      | クリサリモン インフェルモン                                                                                         | VOL.8       |
| 31   | ガードロモンとの友情! 僕も戦うテイマーヒロカズ | 浦沢義雄   | 吉沢孝男   | 浅沼昭弘   | 須和田真   | 11月4日       | アンドロモン ガードロモン オロチモン ゲコモン                                                                       | VOL.8       |
| 32   | ギルモン誕生の謎! 神秘なる水の宇宙             | まさきひろ | 川田武範   | 清山滋崇   | 清水哲弘   | 11月11日      | モクモン ハンギョモン オタマモン                                                                                    | VOL.8       |
| 33   | テリアモンはどこ! 小春デジタルワールドへ       | 吉田玲子   | 今沢哲男   | 伊藤智子   | 渡辺佳人   | 11月18日      | バクモン アンティラモン                                                                                             | VOL.9       |
| 34   | 心優しき勇者レオモン死す!                      | 小中千昭   | 芝田浩樹   | 八島善孝   | 徳重賢     | 11月25日      | ベルゼブモン レオモン メギドラモン                                                                                  | VOL.9       |
| 35   | その名はデュークモン! 真なる究極進化           | 小中千昭   | 角銅博之   | 信実節子   | 清水哲弘   | 12月2日       | ベルゼブモン | VOL.9       |
| 36   | 決戦! デュークモン対ベルゼブモン               | 前川淳     | 今村隆寛   | 浅沼昭弘   | 渡辺佳人   | 12月9日       | ベルゼブモン チャツラモン                                                                                           | VOL.9       |
| 37   | 対決スーツェーモン! セントガルゴモン究極進化   | 前川淳     | 梅澤淳稔   | 出口としお | 清水哲弘   | 12月16日      | スーツェーモン | VOL.10      |
| 38   | 動き出した真の敵! 四聖獣の戦い                 | まさきひろ | 吉沢孝男   | 山室直儀   | 徳重賢     | 12月23日      | スーツェーモン チンロンモン シェンウーモン                                                                          | VOL.10      |
| 39   | 舞い散る究極の花! サクヤモン進化               | 吉村元希   | 今沢哲男   | 清山滋崇   | 渡辺佳人   | 12月30日      | スーツェーモン チンロンモン シェンウーモン バイフーモン                                                             | VOL.10      |
| 40   | 進化の輝き シャイニング・エボリューション      | 前川淳     | 川田武範   | 伊藤智子   | 清水哲弘   | 2002年 1月6日 | スーツェーモン チンロンモン シェンウーモン バイフーモン ディアボロモン グリフォモン ホウオウモン マリンエンジェモン | VOL.10      |
| 41   | 帰還 リアルワールドへ!                         | 小中千昭   | 貝澤幸男   | 八島善孝   | 渡辺佳人   | 1月13日       | | VOL.10      |
| 42   | デ・リーパーに襲われた街 テイマーの決意        | まさきひろ | 角銅博之   | 信実節子   | 徳重賢     | 1月20日       | | VOL.11      |
| 43   | つながる心 復活のベルゼブモン                  | 前川淳     | 梅澤淳稔   | 浅沼昭弘   | 清水哲弘   | 1月27日       | ADR-02=サーチャー ADR-03=ペンデュラムフィート                                                                       | VOL.11      |
| 44   | 謎の少女! 奇跡を運ぶドーベルモン               | 小中千昭   | 今村隆寛   | 山室直儀   | 渡辺佳人   | 2月3日        | ドーベルモン ADR-04=バブルス ADR-05=クリーブハンズ                                                                  | VOL.11      |
| 45   | デ・リーパーに立ち向かえ ゾーン突入!           | 小中千昭   | 吉沢孝男   | 出口としお | 清水哲弘   | 2月17日       | ADR-04=バブルス ADR-05=クリーブハンズ                                                                               | VOL.11      |
| 46   | 爽やかな究極戦士 ジャスティモン見参!           | 吉村元希   | 今沢哲男   | 清山滋崇   | 徳重賢     | 2月24日       | ADR-06=ホーンストライカー ADR-01=ジュリタイプ                                                                       | VOL.11      |
| 47   | デュークモンを救え! グラニ緊急発進             | まさきひろ | 芝田浩樹   | 伊藤智子   | 渡辺佳人   | 3月3日        | ADR-07=パラティスヘッド ADR-08=オプティマイザー                                                                     | VOL.12      |
| 48   | 樹莉を守る力 ベルゼブモンの拳!                 | 前川淳     | 地岡公俊   | 八島善孝   | 渡辺佳人   | 3月10日       | ADR-09=ゲートキーパー                                                                                               | VOL.12      |
| 49   | 首都壊滅! クルモンの願い                       | 小中千昭   | 川田武範   | 信実節子   | 渡辺佳人   | 3月17日       | マザーデ・リーパー                                                                                                  | VOL.12      |
| 50   | 真紅の騎士デュークモン 愛するものたちを救え!   | 小中千昭   | 角銅博之   | 浅沼昭弘   | 徳重賢     | 3月24日       | マザーデ・リーパー リーパー                                                                                         | VOL.12      |
| 51   | 夢見る力こそ僕たちの未来                       | 小中千昭   | 梅澤淳稔   | 出口としお | 清水哲弘   | 3月31日       | マザーデ・リーパー リーパー                                                                                         | VOL.12      |

## 放送局
※出典は個別に提示されているものを除き2001年7月 - 8月時点。
| 放送地域       | 放送局             | 放送系列                                     | 放送時間                                                                          | 放送形態                | 備考                                                                                           |
| -------------- | ------------------ | -------------------------------------------- | --------------------------------------------------------------------------------- | ----------------------- | ---------------------------------------------------------------------------------------------- |
| 関東広域圏     | フジテレビ         | フジテレビ系列                               | 日曜 9:00 - 9:30                                                                  | 制作局                  |                                                                                                |
| 北海道         | 北海道文化放送     | フジテレビ系列                               | 日曜 9:25 - 9:55 ↓ 日曜 8:55 - 9:25                                               | 遅れネット ↓ 先行ネット | 2001年4月1日から同年9月30日までは遅れネット。 2001年10月7日から2002年3月31日までは先行ネット。 |
| 岩手県         | 岩手めんこいテレビ | フジテレビ系列                               | 日曜 9:00 - 9:30                                                                  | 同時ネット              |                                                                                                |
| 宮城県         | 仙台放送           | フジテレビ系列                               | 日曜 9:00 - 9:30                                                                  | 同時ネット              |                                                                                                |
| 秋田県         | 秋田テレビ         | フジテレビ系列                               | 水曜 16:25 - 16:55                                                                | 遅れネット              |                                                                                                |
| 山形県         | さくらんぼテレビ   | フジテレビ系列                               | 日曜 9:00 - 9:30                                                                  | 同時ネット              |                                                                                                |
| 福島県         | 福島テレビ         | フジテレビ系列                               | 火曜 15:30 - 16:00                                                                | 遅れネット              |                                                                                                |
| 新潟県         | 新潟総合テレビ     | フジテレビ系列                               | 日曜 9:00 - 9:30                                                                  | 同時ネット              | 現・NST新潟総合テレビ。                                                                        |
| 長野県         | 長野放送           | フジテレビ系列                               | 日曜 9:30 - 10:00                                                                 | 遅れネット              |                                                                                                |
| 静岡県         | テレビ静岡         | フジテレビ系列                               | 日曜 9:00 - 9:30                                                                  | 同時ネット              |                                                                                                |
| 富山県         | 富山テレビ         | フジテレビ系列                               | 月曜 16:25 - 16:55（2002年3月18日まで） 土曜 7:00 - 7:30（2002年4月6日、4月13日） | 遅れネット              | 2001年4月16日から2002年4月13日まで放送                                                         |
| 石川県         | 石川テレビ         | フジテレビ系列                               | 日曜 9:00 - 9:30                                                                  | 同時ネット              |                                                                                                |
| 福井県         | 福井テレビ         | フジテレビ系列                               | 火曜 16:27 - 16:55（6月26日まで） 火曜 16:27 - 16:54（7月3日以降）                | 遅れネット              | 2001年6月5日から2002年6月4日まで放送                                                           |
| 中京広域圏     | 東海テレビ         | フジテレビ系列                               | 日曜 9:30 - 10:00                                                                 | 遅れネット              |                                                                                                |
| 近畿広域圏     | 関西テレビ         | フジテレビ系列                               | 金曜 17:26 - 17:54                                                                | 遅れネット              |                                                                                                |
| 鳥取県・島根県 | 山陰中央テレビ     | フジテレビ系列                               | 木曜 16:00 - 16:30                                                                | 遅れネット              |                                                                                                |
| 岡山県・香川県 | 岡山放送           | フジテレビ系列                               | 木曜 16:30 - 17:00                                                                | 遅れネット              |                                                                                                |
| 広島県         | テレビ新広島       | フジテレビ系列                               | 金曜 16:30 - 17:00                                                                | 遅れネット              |                                                                                                |
| 愛媛県         | 愛媛放送           | フジテレビ系列                               | 日曜 6:30 - 7:00                                                                  | 遅れネット              | 現・テレビ愛媛。                                                                               |
| 高知県         | 高知さんさんテレビ | フジテレビ系列                               | 火曜 15:35 - 16:05                                                                | 遅れネット              |                                                                                                |
| 福岡県         | テレビ西日本       | フジテレビ系列                               | 日曜 9:00 - 9:30                                                                  | 同時ネット              |                                                                                                |
| 佐賀県         | サガテレビ         | フジテレビ系列                               | 水曜 15:30 - 16:00                                                                | 遅れネット              |                                                                                                |
| 長崎県         | テレビ長崎         | フジテレビ系列                               | 水曜 15:30 - 16:00                                                                | 遅れネット              |                                                                                                |
| 熊本県         | テレビ熊本         | フジテレビ系列                               | 土曜 7:00 - 7:30                                                                  | 遅れネット              |                                                                                                |
| 宮崎県         | テレビ宮崎         | フジテレビ系列 日本テレビ系列 テレビ朝日系列 | 金曜 16:00 - 16:30                                                                | 遅れネット              |                                                                                                |
| 鹿児島県       | 鹿児島テレビ       | フジテレビ系列                               | 火曜 16:30 - 17:00                                                                | 遅れネット              |                                                                                                |

## 劇場版

### 『デジモンテイマーズ 冒険者たちの戦い』
2001年夏の東映アニメフェアにて公開。上映時間は50分。同時上映は『映画 も〜っと! おジャ魔女どれみ カエル石のひみつ』、『キン肉マンII世』。
前作までは劇場版用にアレンジされたキャラクターデザインとなっていたが、本作品は本編と同一のものになっている。
アクション重視の内容となっており、『デジモンアドベンチャー』シリーズの世界とリンクするストーリーとなっている。本作品に登場する敵デジモンの多くはテレビシリーズ同様、前作で活躍したブイモンたちの別のアーマー進化体である。
作中でタカトが沖縄に行くのに利用した航空会社は、かつて存在していた日本エアシステムであり、実際に2001年の夏期間限定で、那覇線や一部の路線で本作品が上映された。
本編のDVDは2002年4月21日発売、BDは本作品を含む全作品を収録したデジモン映画のBD-BOX『DIGIMON MOVIE COLLECTION 1999-2006』が2015年1月9日発売。

#### ストーリー（劇場版第1作）
ある時、デジタルワールドの片隅でオメガモンは、アポカリモンのデータの残骸から生まれたメフィスモンを追って激しい戦闘を繰り返していた。しかし、あと一歩のところでメフィスモンを現実世界へ取り逃がしてしまう。
一方、現実世界は夏休みの真っ只中。家業で休みがとれない両親に代わって、タカトは沖縄まで墓参りに行くことになってしまう。そのころ、世間では自律思考をもった電子ペット「Vペット」が大流行。一家のPC一台に必ず「Vペット」一匹がいるほどで、今やネットワーク中に「Vペット」が溢れている。しかし、まさかそれが、ある者の恐ろしい企みの一端とは誰も知る由も無く、タカトはしぶしぶ（ギルモンと共に）沖縄へ向かうのであった。
今、テイマーズの夏の冒険がはじまる。

#### 登場人物（劇場版第1作）
上原 美波（ウエハラ ミナミ）
声 - 三石琴乃
沖縄でデジモンに襲われたところをタカトたちに助けてもらった少女。
シーサモン / ラブラモン
声 - 津久井教生
武人のプログラムから誕生したデジモン。
浦添 海（ウラゾエ カイ）
声 - サエキトモ
タカトの従兄弟である、沖縄出身の元気少年。愛称は「カイ」。
浦添 ワタル（ウラゾエ ワタル）
声 - 松尾銀三
カイの祖父で古武道の達人。
上原 武人（ウエハラ タケヒト）
声 - 小野健一
美波の父親。メイを亡くした美波に、メイの代わりにVペットを作った。しかしVペットは玉城隆二（メフィスモン）の恐ろしい計画を知りワクチンプログラムを作った、玉城隆二（メフィスモン）に監禁された。
玉城 隆二（タマシロ リュウジ）
声 - 小杉十郎太
ニュースでも注目を浴びるVPラボの社長。テレビカメラの前では子供に優しい素振りを見せるが、やや胡散臭いところがある。実はメフィスモンが化けた姿。
メフィスモン / ガルフモン
声 - 小杉十郎太
別のデジタル世界において倒されたアポカリモンのデータの破片から誕生したデジモン。すべての生命体に対するアポカリモンの恨みを受け継いでおり、Vペットを利用して人類を破滅に導こうとした。自力でデジタル空間を作り出すこともできるなど、圧倒的な力を誇る。

オメガモン
声 - 坂本千夏・山口眞弓
アポカリモン
メフィスモンの手下たち
バロモン
声 - 松尾銀三
プテラノモン
ティロモン
アノマロカリモン
ハンギョモン
マンタレイモン
ブルーメラモン
エビドラモン
デプスモン
アーケロモン
セピックモン
ピピスモン
ポンチョモン
メタルティラノモン
コクワモン

#### スタッフ（劇場版第1作）
- 監督 - 今沢哲男
- 助監督 - 地岡公俊、中島豊
- 脚本 - 小林靖子
- 作画監督 - 山室直儀
- 美術監督 - 徳重賢
- デジタル撮影監督 - 中得覚
- 音楽 - 有澤孝紀

#### 主題歌（劇場版第1作）
挿入歌「トモダチの海」
作詞 - 山田ひろし / 作曲・編曲 - 山崎耀 / 歌 - Sammy
エンディングテーマ「Moving on!」
作詞 - ai / 作曲・編曲 - 太田美知彦 / 歌 - AiM

### 『デジモンテイマーズ 暴走デジモン特急』
2002年3月2日に春の東映アニメフェアにて公開。上映時間は30分。同時上映は『ONE PIECE 珍獣島のチョッパー王国』、『ONE PIECE 夢のサッカー王!』。
本作品はルキを中心とした物語展開となっている。
本編の後日談を舞台にしているが、実際の本編の最終回から繋がる後日談は2003年発売のドラマCD『デジモンテイマーズ オリジナルストーリー メッセージ・イン・ザ・パケット』に描かれており、本作品はあくまでパラレルストーリーである。エンディングではそれぞれのパートナーデジモンが現実社会で暮らしている風景が描かれている。
本編のDVDは2002年11月21日、BDは本作品を含む全作品を収録したデジモン映画のBD-BOX『DIGIMON MOVIE COLLECTION 1999-2006』が2015年1月9日発売。

#### ストーリー（劇場版第2作）
始まりは上野駅の山手線ホーム。桜が咲きつつあるとある春の日。ルキは、タカトたちから"あるパーティー"を知らぬうちに勝手に計画され、かなり機嫌を悪くしていた。このことについて新宿駅にいるタカトへ電話で問い詰めていたが、突如ルキの前に機関車の姿をしたデジモン「ロコモン」が出現した。
さらに、健良たちの乗っていた総武線の運行がストップしたことを皮切りに、山手線周辺で異変が起きはじめる。また、そのロコモンが市ケ谷あたりにできたデジタルワールドからリアライズしてきたことが発覚する。そこで、タカトとルキは山手線を暴走するロコモンを止めるため車内に乗り込んでいく。テイマーズはロコモンを止めるために、山手線内を奔走する。

#### 登場人物（劇場版第2作）
ロコモン
声 - 望月祐多
完全体のマシーン型デジモン。パラサイモンに寄生され、作中で究極体のグランドロコモンへと進化。
パラサイモン
声 - 肝付兼太
ウイルス種の究極体。多数登場。ロコモンを利用してリアルワールドへの侵略を企んでいた。他のデジモンに寄生しなければ力を発揮できない特殊なタイプのデジモンで、今作では人間であるルキをも操り、彼女の幼少のころの記憶を引き出して錯乱状態に陥れた。
鉄道指令センター主任
声 - 杉野博臣

#### スタッフ（劇場版第2作）
- 監督 - 中村哲治
- 脚本 - まさきひろ
- キャラクターデザイン - 中鶴勝祥
- 作画監督 - 上野ケン
- 美術監督 - 行信三
- 製作担当 - 高梨洋一
- 音楽 - 田中公平、有澤孝紀

#### 主題歌（劇場版第2作）
エンディングテーマ「夕陽の約束」
作詞・作曲 - 泉川そら / 編曲 - 阿部靖広 / 歌 - AiM

### ネット配信
バンダイチャンネルで期間限定で無料配信される。

## 朗読劇
|   | 作品名                   | 公演名                                                  | 公演日       | 配信日       | 舞台監督 | 朗読台本   |
| - | ------------------------ | ------------------------------------------------------- | ------------ | ------------ | -------- | ---------- |
| 1 | デジモン:One Night Stand | We Love DiGiMONMUSiC お台場メモリアルコンサート2003-春- | 2003年4月6日 | N/A          | 角銅博之 | まさきひろ |
| 2 | デジモンテイマーズ2021   | デジフェス2021                                          | 2021年8月1日 | 2021年8月1日 | 清水雅文 | 小中千昭   |

## 小説
|   | 作品名                        | 著者     | イラスト   | 出版社   | 掲載誌   | 配信          | 発行号              | 発行日        | 配信日         | 話数  |
| - | ----------------------------- | -------- | ---------- | -------- | -------- | ------------- | ------------------- | ------------- | -------------- | ----- |
| 1 | デジモンテイマーズ1984        | 小中千昭 | 渡辺けんじ | 徳間書店 | SF Japan | N/A           | 2002年 Vol.5 夏季号 | 2002年9月10日 | Ｎ／Ａ         | 全1話 |
| 2 | デジモンテイマーズ1984 第二版 | 小中千昭 | N/A        | N/A      | N/A      | Google サイト | N/A                 | N/A           | 2017年10月25日 | 全1話 |

## 映像ソフト化
本編のDVD-Videoは2002年1月21日から同年12月6日にかけて全12巻が発売された。
2007年4月25日、ハピネットピクチャーズより全話収録（9枚組）のDVD-BOX『デジモンクロニクルボックス02 デジモンテイマーズ』が発売された。
2018年4月3日、ハピネットピクチャーズより全話収録（8枚組）のBlu-ray BOXが発売された。ちなみに、デジモンシリーズのテレビシリーズでバンダイナムコアーツと関わるのは、本作品が初となる。全51話を最新技術でHDリマスター化した上で、初回生産限定特典として新作録り下ろしスペシャルドラマCD『デジモンテイマーズ2018 「Days-情報と非日常-」』（プロデュース：関弘美、脚本：小中千昭）が付属する。通常特典は新規描き下ろし三方背アートBOX、新規描き下ろしデジスタックケース2種、スペシャルブックレット（DVD-BOXのブックレット2冊をもとに再編集したもの）が付属する。

## CD

### シングル
- 『The Biggest Dreamer』歌 - 和田光司 2001年5月2日発売
- 『My Tomorrow』歌 - AiM 2001年5月2日発売
- 『SLASH!!』歌 - 太田美知彦 2001年5月23日発売
- 『EVO』歌 - WILD CHILD BOUND 2001年6月27日発売
- 『The Biggest Dreamer（期間生産限定版）』歌 - 和田光司 2001年7月4日発売
- 『Moving on!（アニメジャケット版）』歌 - AiM 2001年7月4日発売
- 『Moving on!（アーティストジャケット版）』歌 - AiM 2001年7月4日発売
- 『トモダチの海』歌 - Sammy 2001年9月29日発売
- 『One Vision』歌 - 谷本貴義 2002年1月10日発売
- 『The Biggest Dreamer（期間生産限定盤2）』歌 - 和田光司 2002年3月6日発売
- 『夕陽の約束』歌 - AiM 2002年3月6日発売

### アルバム
- 『デジモンテイマーズ 歌と音楽集Ver.1』音楽 - 有澤孝紀 2001年6月6日発売
- 『デジモンテイマーズ ソングカーニバル』2001年9月5日発売
- 『デジモンテイマーズ クリスマスイリュージョン』2001年11月7日発売
- 『デジモンテイマーズ 冒険者たちの戦い オリジナルサウンドトラック』音楽 - 有澤孝紀 2001年12月5日発売
- 『デジモンテイマーズ 歌と音楽集Ver.2』音楽 - 有澤孝紀 2002年1月10日発売
- 『デジモンテイマーズ シングルベストパレード』2002年4月3日発売
- 『デジモンテイマーズ 暴走デジモン特急 オリジナル サウンドトラック』音楽 - 有澤孝紀 2002年7月3日発売

### キャラクターソング
- 『デジモンテイマーズ ベストテイマーズ 1』歌 - 松田啓人&ギルモン 2001年8月1日発売
- 『デジモンテイマーズ ベストテイマーズ 2』歌 - 牧野留姫&レナモン 2001年8月1日発売
- 『デジモンテイマーズ ベストテイマーズ 3』歌 - 李 健良&テリアモン 2001年8月1日発売
- 『デジモンテイマーズ ベストテイマーズ 4』歌 - 加藤樹莉&レオモン 2001年11月29日発売
- 『デジモンテイマーズ ベストテイマーズ 5』歌 - 秋山 遼&サイバードラモン 2001年11月29日発売
- 『デジモンテイマーズ ベストテイマーズ 6』歌 - 塩田博和&ガードロモン 2002年2月28日発売
- 『デジモンテイマーズ ベストテイマーズ 7』歌 - 北川健太&マリンエンジェモン 2002年2月28日発売
- 『デジモンテイマーズ ベストテイマーズ 8』歌 - 李 小春&ロップモン 2002年2月28日発売
- 『デジモンテイマーズ ベストテイマーズ オリジナル・カラオケ〜テイマー編〜』2002年3月27日発売
- 『デジモンテイマーズ ベストテイマーズ オリジナル・カラオケ〜デジモン編〜』2002年3月27日発売
- 『デジモンテイマーズ ベストテイマーズ オリジナル・カラオケ〜デュエット編〜』2002年3月27日発売

### ドラマCD
- 『デジモンテイマーズ オリジナルストーリー メッセージ・イン・ザ・パケット』2003年4月23日発売
デ・リーパーとの戦いから数ヶ月後の話。タカトたちはデジモンたちとの再会は出来ておらず、いつ出来るかもまだ分らない中、タカトたちは「パケット」データとして自分たちの声を手紙にしてデジタルワールドに送ろうとする。

## ゲーム作品
- デジモンテイマーズ ポケットクルモン（PS）2001年5月17日発売
- デジモンテイマーズ デジモンメドレー（WS）2001年7月12日発売
- キッズステーション デジモンパーク（PS）2001年7月26日発売
- デジモンテイマーズ バトルスピリット（WS）2001年10月6日発売
- デジモンテイマーズ バトルエボリューション（PS）2001年12月6日発売
- デジモンテイマーズ ブレイブテイマー（WS）2001年12月29日発売
- デジタルモンスターカードゲームVer.WonderSwanColor（WS）2002年3月16日発売
- デジモンテイマーズ バトルスピリット Ver.1.5（WS）2002年4月27日発売